# Sandra Braz
Sandra Braz Bastos (* 1. März 1978 in Lobão) ist eine portugiesische Fußballschiedsrichterin.
Seit 2004 steht sie auf der FIFA-Liste und leitet internationale Fußballpartien.
Beim Zypern-Cup 2011 leitete Braz das Finale zwischen Kanada und den Niederlanden (2:1 n. V.).
Braz war Schiedsrichterin beim Algarve-Cup 2017, 2018 und 2019.
Bei der Weltmeisterschaft 2019 in Frankreich pfiff Braz mit ihren Assistentinnen Julia Magnusson und Lisa Rashid ein Gruppenspiel.
Zudem war Braz unter anderem bei der U-19-Europameisterschaft 2011 in Italien und bei der Copa América der Frauen 2022 im Einsatz.

## Einsätze bei der Fußball-Weltmeisterschaft der Frauen 2019
| Phase        | Datum         | Spielort    | Heimmannschaft | Gastmannschaft | Ergebnis  |
| ------------ | ------------- | ----------- | -------------- | -------------- | --------- |
| Gruppenphase | 17. Juni 2019 | Montpellier | Südafrika      | Deutschland    | 0:4 (0:3) |